# Cosette Morché
Cosette Morché (Lawrenceville, Geòrgia, 9 de juny de 1997) és una futbolista estatunidenca, que juga com a portera al València CF.
Fou futbolista de l'Eskilstuna United DFF de la Damallsvenskan sueca, i el desembre del 2020 fitxà per l'OL Reign. Posteriorment va jugar al GPSO 92 Issy francés, fins que l'estiu del 2022 fitxa pel València CF.